# Base des Forces canadiennes Esquimalt
Pour les articles homonymes, voir Esquimalt (homonymie).
La base des Forces canadiennes (BFC) Esquimalt est la base navale de la côte ouest du Canada pour l'océan Pacifique. Elle fait partie des Forces maritimes du Pacifique de la Marine royale canadienne. Elle est située à Esquimalt sur l'île de Vancouver en Colombie-Britannique. La base occupe environ 41 kilomètres carrés (10 000 acres) à la pointe sud de l'île de Vancouver,. En 2018, la Base des Forces canadiennes Esquimalt emploie 4411 militaires and 2762 civils.

La Base des Forces canadiennes Esquimalt est située sur l'Île de Vancouver.

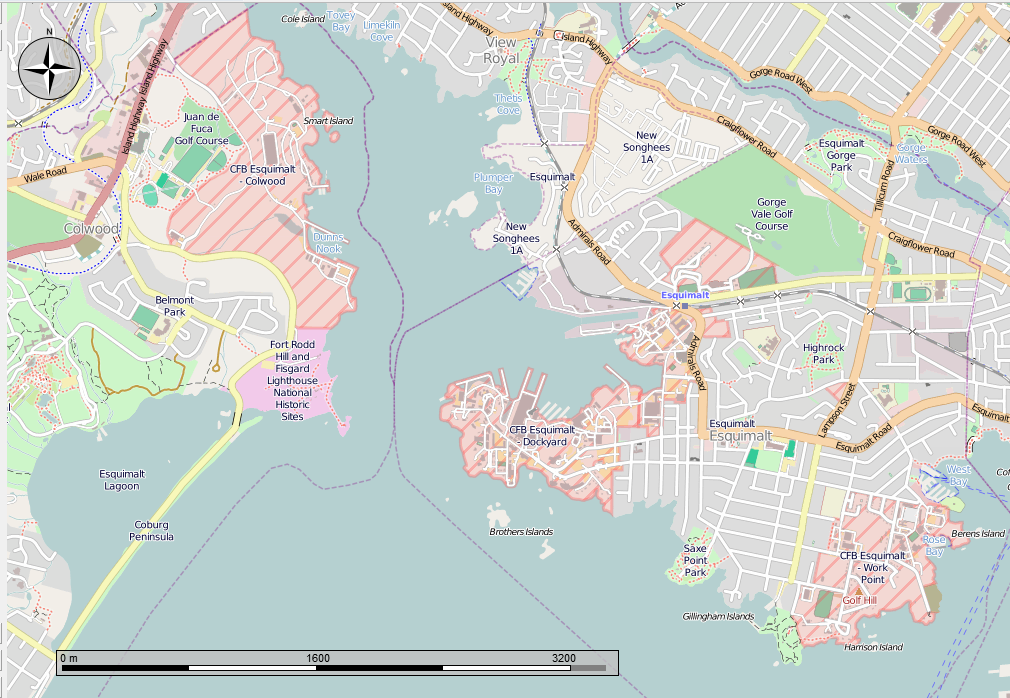
Carte illustrant 3 zones de la base.

## Historique
La Royal Navy utilise le havre d'Esquimalt depuis 1848 et y aménage, au fil des ans, des installations plus ou moins temporaires telles que des forges, des ateliers de menuiserie, un dépôt de charbon et un petit hôpital. Comme dans tous les ports, un village s'était développé à proximité, avec ses cabarets et ses lupanars. À partir de 1858, la base s'enrichit de diverses constructions, notamment de casernes, et, en 1860, on érige un phare dans l'île Fisgard, à l'entrée du port, ainsi qu'un grand dépôt pouvant contenir 1 400 tonnes de charbon. Ce combustible, essentiel aux navires de guerre à vapeur, provient des mines de Nanaïmo situées à 130 kilomètres au nord. La construction d'une poudrière s'achève en 1862, année où l'Amirauté britannique déménage le quartier général de l'escadre du Pacifique de Valparaiso dans l'arsenal d'Esquimalt. La Royal Navy quitte le site en 1905, Pêches et Océans Canada reprend les lieux de 1905 a 1910, date à laquelle la marine royale canadienne s'installe et agrandi au fil des décennies la base.
Le principal atout de la base est une grande cale sèche qui peut gérer tout ce qui va jusqu'à un porte-avions de classe Nimitz.

## Unités opérationnelles et de soutien
Les principales unités de la base sont:
- Tous les navires et escadrons de la Flotte du Pacifique
- École navale des Forces canadiennes à Esquimalt
- Centre d'instruction des officiers de marine
- Unité de plongée de la Flotte (Pacifique)
- 443e Escadron d'hélicoptères maritimes (en)
- Centre des Services de santé des Forces canadiennes (Pacifique)
- Grand prévôt de la marine (Pacifique)[6]
- 5e Régiment d'artillerie de campagne
- Le Canadian Scottish Regiment (Princess Mary's)[7]
- 11e Bataillon des services
- 4e Groupe de patrouilles des Rangers canadiens[8]
- Centre d'analyse des données acoustiques
- Unité régionale de soutien des cadets (Pacifique)

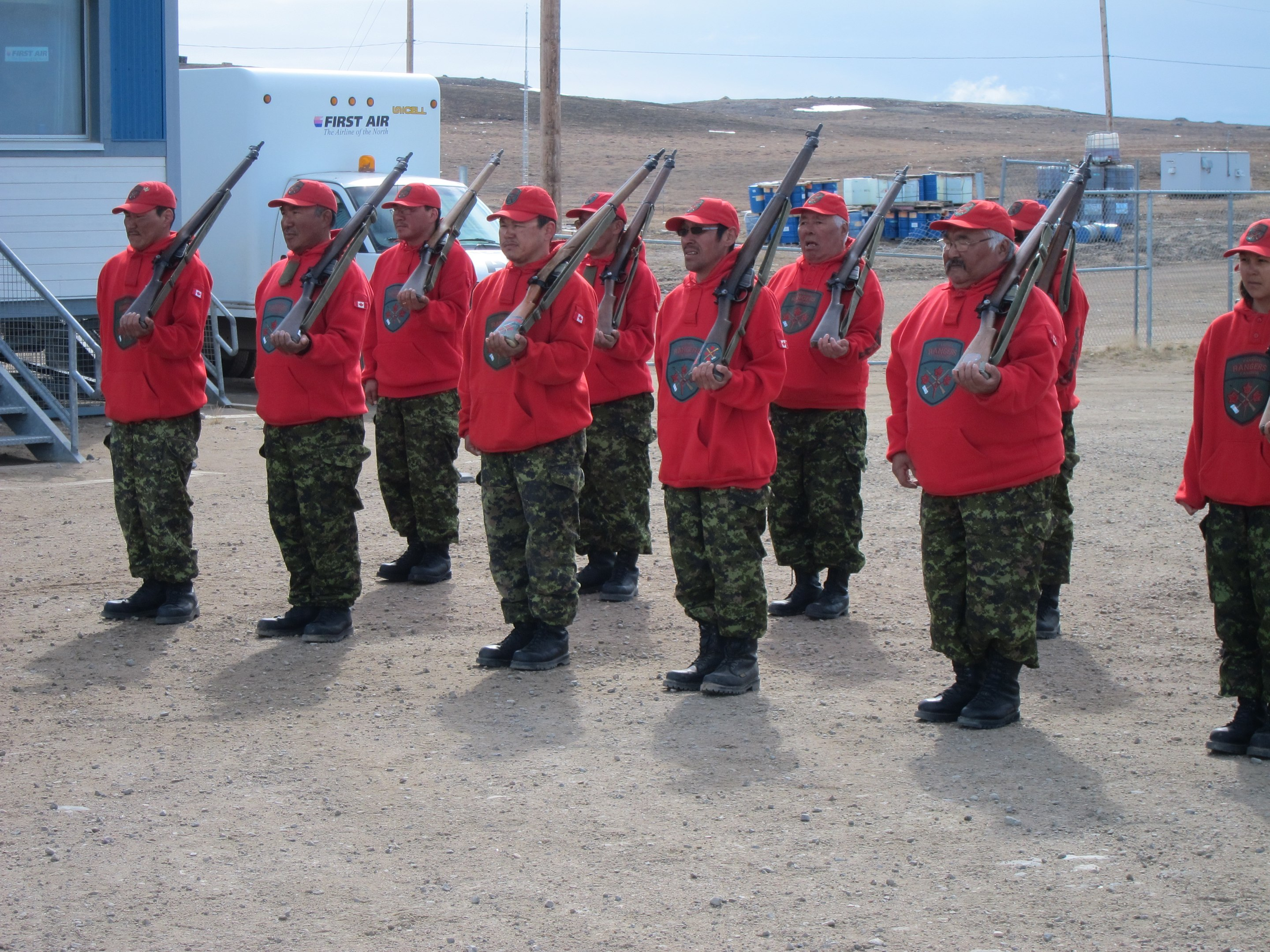
Les Rangers canadiens
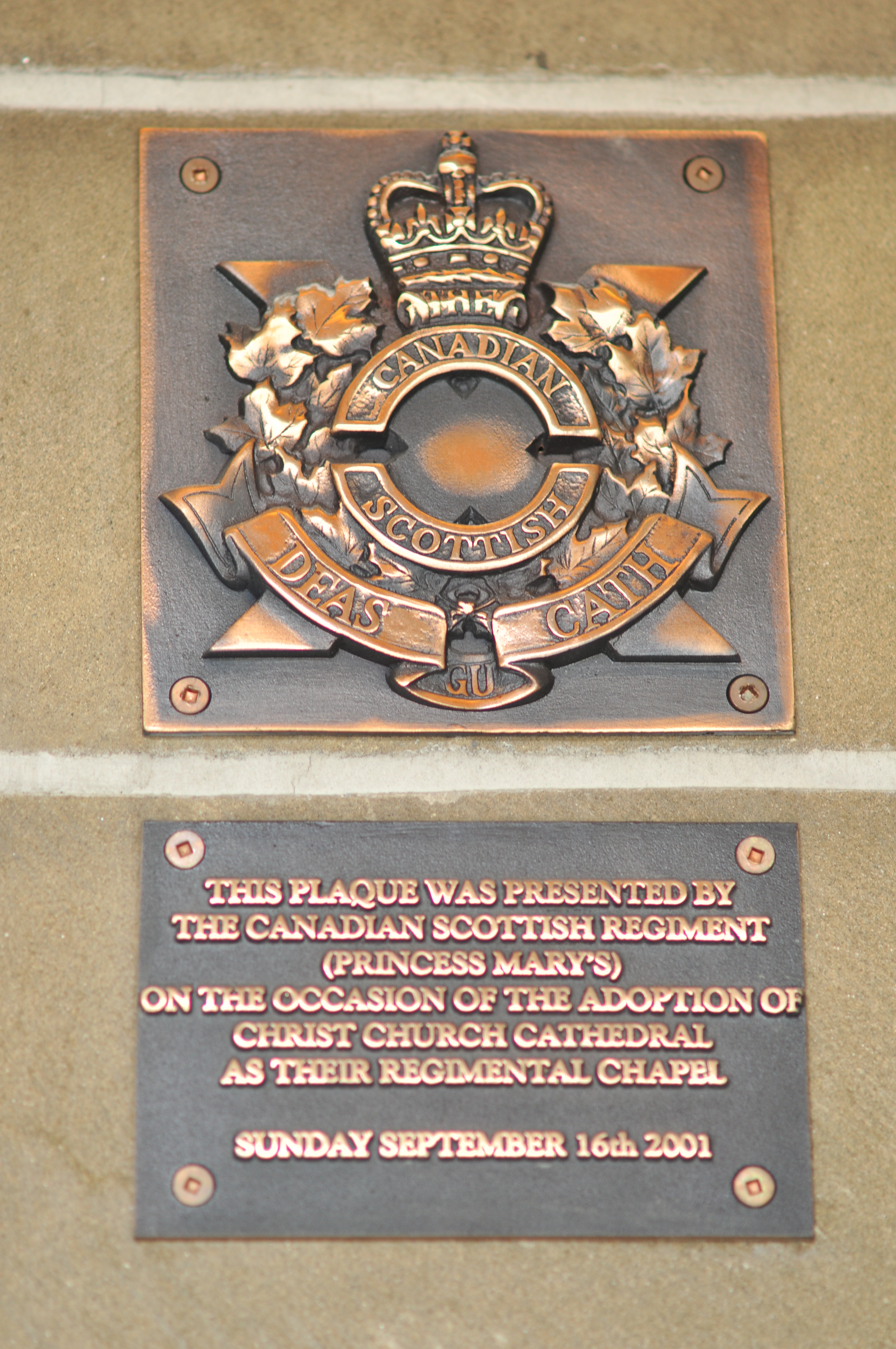
The Canadian Scottish Regiment

## Site historique du Canada
En raison de l'importance de la base dans l'histoire navale canadienne, 4 sites situés sur la  Base des Forces canadiennes Esquimalt sont des sites nationaux du Canada.

4 sites de la base sont des sites nationaux du Canada.

## Rôle économique
- La Base des Forces canadiennes Esquimalt verse annuellement près de 600 millions de dollars à la communauté locale[10],[2].
- La Base des Forces canadiennes Esquimalt représente le plus grand employeur de la  collectivité locale[11].
- La Base des Forces canadiennes Esquimalt génère 7 866 emplois dans la communauté[4].
- La Base des Forces canadiennes Esquimalt dépense localement 770 847 000 dollars  annuellement[4].

## Musée
Le musée naval et militaire de la Base des Forces canadiennes Esquimalt est un musée situé sur la base.

## Caserne de pompiers et centre d'intervention d'urgence
La Caserne de pompiers de la Base des Forces canadiennes Esquimalt est aussi un centre d'intervention d'urgence. Elle donne des services à la Base des Forces canadiennes Esquimalt et à la communauté civile.